# چاه قزلباش
چاه قزلباش روستایی در دهستان آب رئیس بخش بزمان شهرستان ایرانشهر استان سیستان و بلوچستان ایران است.

## جمعیت
بر پایه سرشماری عمومی نفوس و مسکن در سال ۱۳۹۵ جمعیت این روستا ۴۳ نفر (۱۰خانوار) بوده‌است.